# Rond griendhaantje
Het rond griendhaantje, veelkleurig wilgenhaantje, radijshaantje (Plagiodera versicolora) is een keversoort uit de familie bladkevers (Chrysomelidae). De wetenschappelijke naam van de soort werd in 1781 gepubliceerd door Laicharting.